# Frederick Reines
Frederick Reines, ameriški fizik, * 16. marec 1918, † 26. avgust 1998.
Reines je leta 1995 soprejel Nobelovo nagrado za fiziko.
1. 1 2  Encyclopædia Britannica
2. 1 2  SNAC — 2010.